# Aleuropleurocelus chamaedoreaelegans
Aleuropleurocelus chamaedoreaelegans es un hemíptero de la familia Aleyrodidae, subfamilia: Aleyrodinae.
Fue descrita científicamente por primera vez por Oscar Ángel Sánchez Flores y Vicente Emilio Carapia Ruiz en Sánchez-Flores et al. 2018

## Etimología
El epíteto específico chamaedoreaelegans se refiere a la especie de la planta hospedera Chamaedorea elegans Mart.

## Distribución
México: Puebla.